# Robert Lebel (interprète)
 (mars 2024).
La mise en forme du texte ne suit pas les recommandations de Wikipédia : il faut le « wikifier ».
Les points d'amélioration suivants sont les cas les plus fréquents. Le détail des points à revoir est peut-être précisé sur la page de discussion.
- Les titres sont pré-formatés par le logiciel. Ils ne sont ni en capitales, ni en gras.
- Le texte ne doit pas être écrit en capitales (les noms de famille non plus), ni en gras, ni en italique, ni en « petit »…
- Le gras n'est utilisé que pour surligner le titre de l'article dans l'introduction, une seule fois.
- L'italique est rarement utilisé : mots en langue étrangère, titres d'œuvres, noms de bateaux, etc.
- Les citations ne sont pas en italique mais en corps de texte normal. Elles sont entourées par des guillemets français : « et ».
- Les listes à puces sont à éviter, des paragraphes rédigés étant largement préférés. Les tableaux sont à réserver à la présentation de données structurées (résultats, etc.).
- Les appels de note de bas de page (petits chiffres en exposant, introduits par l'outil «  Source ») sont à placer entre la fin de phrase et le point final[comme ça].
- Les liens internes (vers d'autres articles de Wikipédia) sont à choisir avec parcimonie. Créez des liens vers des articles approfondissant le sujet. Les termes génériques sans rapport avec le sujet sont à éviter, ainsi que les répétitions de liens vers un même terme.
- Les liens externes sont à placer uniquement dans une section « Liens externes », à la fin de l'article. Ces liens sont à choisir avec parcimonie suivant les règles définies. Si un lien sert de source à l'article, son insertion dans le texte est à faire par les notes de bas de page.
- La présentation des références doit suivre les conventions bibliographiques. Il est recommandé d'utiliser les modèles {{Ouvrage}}, {{Chapitre}}, {{Article}}, {{Lien web}} et/ou {{Bibliographie}}. Le mode d'édition visuel peut mettre en forme automatiquement les références.
- Insérer une infobox (cadre d'informations à droite) n'est pas obligatoire pour parachever la mise en page.

Pour une aide détaillée, merci de consulter Aide:Wikification.
Si vous pensez que ces points ont été résolus, vous pouvez retirer ce bandeau et améliorer la mise en forme d'un autre article.
Pour les articles homonymes, voir Robert Lebel et Lebel.
Robert Lebel, né en 1949 à Richmond au Québec, est un prêtre catholique québécois qui est auteur-compositeur-interprète de chansons d'inspiration religieuse.

## Biographie
Robert Lebel prend le goût de la musique avec une guitare qui lui est offerte pour Noël. Il écrit ses premiers poèmes à treize ans et intègre à 19 ans un groupe folklorique.
Il est ordonné prêtre en 1976. Il est d'abord prêtre assomptionniste puis membre de l’Institut « Voluntas Dei ». Il enregistre ses premières chansons à Paris en 1979 au Studio SM pour l'album Printemps de Dieu. Son premier album entièrement québécois est Comme on fait son jardin. Depuis lors, il a enregistré plusieurs dizaines d’albums. Les thèmes de ses chansons sont pour la plupart tirés de l'Évangile. Sa notoriété est grande au Canada où les messes francophones comportent généralement au moins un de ses chants.
Robert Lebel est choisi en 2002 pour composer le chant thème des Journées Mondiales de la Jeunesse à Toronto. Il s’inspire du message que le pape Jean-Paul II adresse aux jeunes et crée le chant Lumière du Monde, connu mondialement et traduit en plusieurs langues.